# Mataks
Mataks (els Forts) fou una tribu dels ahoms d'Assam, que vivia al sud del Brahmaputra. Foren els principals suports de la secta dels moamàries. El país era anomenat Matak. Una vegada sota domini britànic van perdre la identitat i llavors foren anomenats marans.
Vegeu. Matak.